# Stazione di Incheon Aeroporto

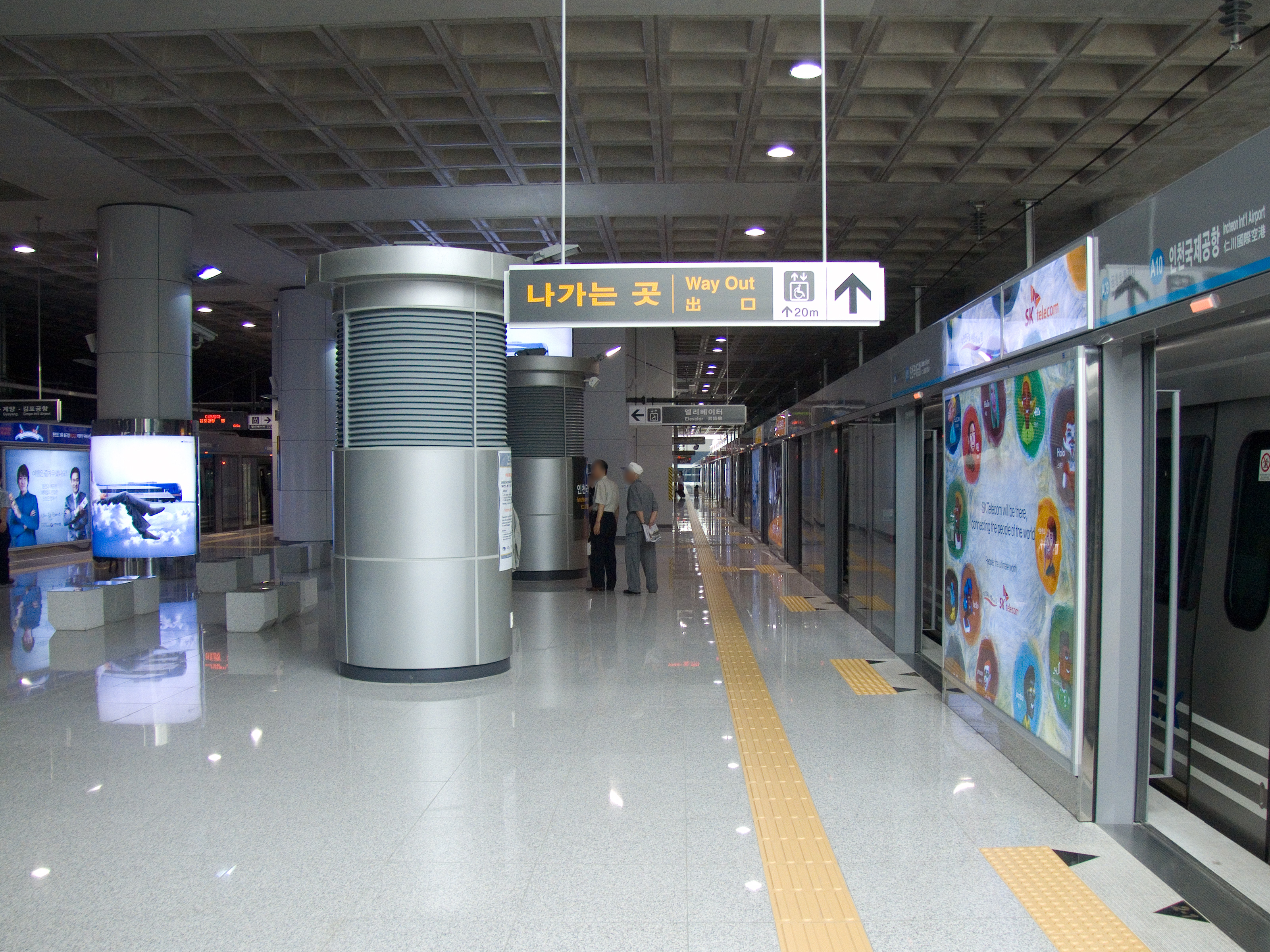
Vista di un marciapiede

Incheon Aeroporto (인천국제공항역 - 仁川國際空港譯, Incheon Aeroporto-yeok ) è una stazione ferroviaria della linea AREX per l'aeroporto di Incheon situata nel quartiere di Jung-gu a Incheon, in Corea del Sud. Dal 30 giugno 2014 fino a marzo 2018 presso questa stazione partivano anche 6 coppie di treni KTX, per raggiungere in tempi rapidi le altre città coreane, ma sono attualmente sospesi.

## Linee
Korail
■ AREX (Codice: A10)
■ Korea Train Express (treno ad alta velocità) (Sospeso)

### Linee future
Metropolitana di Incheon
■ Incheon Maglev (luglio 2014)

## Struttura
La stazione è dotata di due lunghi marciapiedi a isola con quattro binari passanti. Un binario è utilizzato per i treni AREX in partenza, e la stessa banchina è divisa in due parti, a est riservata per i treni espressi per la stazione di Seul, e a ovest per i treni locali fermanti in tutte le stazioni. La seconda banchina invece è utilizzata per i treni in arrivo e per lo scarico dei passeggeri. Un altro marciapiede viene utilizzato per l'arrivo e la partenza dei treni KTX.
| Bin. Partenze ovest | ■ AREX                | Espressi per Seul                                    |
| Bin. Partenze est   | ■ AREX                | Locali per Gyeyang, Gimpo Aeroporto, Gongdeok e Seul |
| Bin. Arrivi         | ■ AREX                | solo discesa passeggeri                              |
| Bin. Partenze KTX   | ■ Korea Train Express | per Seul, Daejeon, Taegu e Pusan                     |
| Bin. Arrivi         | ■ Korea Train Express | solo discesa passeggeri                              |

## Stazioni adiacenti
| «                             | Servizio   | »          |
| Linea AREX                    | Linea AREX | Linea AREX |
| ----------------------------- | ---------- | ---------- |
| Incheon Cargo Terminal        | Locale     | Capolinea  |
| Seul                          | Espresso   | Capolinea  |
| Korea Train Express (sospeso) |            |            |
| Geomam                        | -          | Capolinea  |